# Mitrephora pallens
Mitrephora pallens är en kirimojaväxtart som beskrevs av Suzanne Ast. Mitrephora pallens ingår i släktet Mitrephora och familjen kirimojaväxter. Inga underarter finns listade i Catalogue of Life.